# IC 2447
IC 2447 је ознака објекта на координатама са ректансцензијом 9h 13m 30,0s и деклинацијом + 28° 44" 30'. Открио га је Стефан Жавел, 8. јануара 1900. Каснијим посматрањима на том положају није уочен никакав астрономски објекат.